# Pira
Pour l’article homonyme, voir PIRA.
Pira est une commune espagnole, en Catalogne dans la comarque de Conca de Barberà dans la province de Tarragone.